# Jason Kenny
Jason Kenny, född den 23 mars 1988 i Bolton, Storbritannien, är en brittisk tävlingscyklist som tagit sex olympiska guldmedaljer och en silvermedalj.
Han tog guld i lagsprint och individuellt sprintsilver i bancykling vid olympiska sommarspelen 2008 i Peking. Fyra år senare i London tog han guld i den individuella sprinten och lagsprinten. Kenny tog guld i den individuella sprinten och lagsprinten även vid OS 2016 i Rio de Janeiro, han tog där också guld i keirin.